# Артеменко Андрій Вікторович
Андрі́й Ві́кторович Арте́менко (нар. 14 січня 1969, Київ, Українська РСР) — український політик та підприємець, народний депутат України VIII скликання, голова політичної партії "Солідарність правих сил".

## Освіта
Народився в Києві 14 січня 1969 року. У 1976 році почав навчання в київській школі №43. Пізніше продовжив здобувати знання в одній з кращих шкіл столиці, середній школі № 178. Під час навчання А. Артеменко виявляв інтерес до історії, географії та військової підготовки та особливу увагу приділяв геополітиці і різним формам державного управління. Пізніше, разом з іншими відомими випускниками, надавав матеріальну підтримку школі № 178. Зокрема, це було сприяння державному фінансуванню на добудову другого корпусу навчального закладу.
У 1986 році Андрій Артеменко вступив до Київського політехнічного інституту на електроенергетичний факультет, спеціальність: інженер-енергетик. З 1987 по 1989 року призваний до лав Радянської Армії. Він служив в різних військових частинах Радянського Союзу, а в травні 1989 року був звільнений в запас Збройних Сил СРСР. Повернувшись до Києва, він продовжив навчання в Київському політехнічному інституті на факультеті інформатики та обчислювальної техніки, де отримав ступінь магістра за спеціальністю інженер-системотехнік у 1993 році.

## Початок ділової діяльності
Андрій Артеменко розпочав займатися бізнесом у 90-х роках, зокрема, здійснюючи експортно-імпортні операції з сировиною для легкої промисловості.
У 1994 році він вперше потратив до США і під час цієї поїздки відвідав навчальні курси з "Міжнародного спортивного права", які надихнули його створити в Україні юридичну фірму "Перший юридичний клуб" в 1996 році. Це була перша подібна організація на пострадянському просторі, яка обслуговувала видатних спортсменів з колишніх країн СРСР та надавала юридичну, консультаційну та управлінську підтримку, а також допомагала їм працевлаштуватися за кордоном.
Андрій Артеменко обіймав посаду голови Комітету зі статусу футболістів Федерації футболу України.
У той самий період він розпочав займатися продажем прав на трансляцію провідних світових спортивних змагань на території України центральним телеканалам — таких як: Ліга чемпіонів УЄФА, Кубок світу та Європи з футболу, світових турнірів з боксу та інших.
У 1996 році взяв участь у створенні профспілки футболістів України, яка в майбутньому стала частиною FIFPRO (з 1998 року входить до складу FIFA).
У 1999 році Андрій Артеменко став президентом футбольного клубу ЦСКА (Київ) і обіймав посаду до 2000 року.

## Політична кар'єра
У 1998 році він познайомився з громадським політиком, керівником Київської  міської  державної адміністрації, Олександром Омельченком. Того ж року А. Артеменко брав участь у виборчій кампанії Омельченка, який був обраний мером Києва. Разом вони заснували політичну партію «Єдність».
У 2000 році його призначили радником мера Києва. Артеменко залишив цю посаду у 2004 році.
У 2001 році, під час кампанії з дискредитації Омельченка, Андрій Артеменко став предметом уваги Генеральної прокуратури через тісний зв’язок з мером, через що він неодноразово викликався на допити.
Навесні 2002 року, намагаючись посилити тиск на О. Омельченка, Артеменко був заарештований. "Це було зроблено навмисно. Мене утримували в різних слідчих ізоляторах (СІЗО), іноді в одній камері з особами, хворими на туберкульоз. Керівники силових структур примушували мене підписати заяву про те, що Олександр Омельченко незаконно передавав гроші Київської міської державної адміністрації на фінансування його політичного проєкту та на будівництва споруд його сина. Примушення давати неправдиві свідчення було неприйнятним, тому я залишався вірним своїм позиціям і не надавав лжесвідчень". - сказав Артеменко.
22 жовтня 2004 року А. Артеменка було звільнено під заставу деяких депутатів. Усі обвинувачення проти А. Артеменка були згодом зняті, а суди України підтвердили нелегітимність позовів. Через свою принципову позицію він був змушений незаконно провести у в'язниці 2 роки 7 місяців та 21 день.
Під час Другого Майдану (2004 р.) він познайомився з Юлією Тимошенко. Пізніше, на прохання Юлії Тимошенко, він став одним із керівників штабу її передвиборчої кампанії, де йому вдалося залучитися підтримкою багатьох виборчих округів. У 2006 році А. Артеменко був обраний депутатом Київської міської ради та керівником фракції Блоку Юлії Тимошенко. В цей же період він був призначений заступником голови комітету з екологічних питань Київської міської ради. А. Артеменко брав участь у розробці та впровадженні багатьох екологічних та інфраструктурних програм, що успішно виконуються в міській інфраструктурі та працюють і на сьогоднішній день.

## Кар'єра в оборонній промисловості
Починаючи з 2005 року Артеменко заснував низку компаній, що спеціалізуються на вантажних авіа перевезеннях та військовій логістиці. З 2008-го по 2012-й рік основою його діяльності було надання логістичних та вантажно-перевізних послуг у Північній Африці та на Близькому Сході: у Тунісі, Лівії, Єгипті, Афганістані та інших країнах регіону.
У 2012 році він брав участь у реалізації масштабного інноваційного проєкту в Катарі, що пов'язаний з індукованим впливом на навколишнє середовище з метою підвищення вологості повітря та штучному випадіння опадів. "Це була військова технологія, розроблена військовими інженерами. Я особисто займався впровадженням цієї технології в Катарі", - прокоментував він.
У листопаді 2012 року з його допомогою було відкрито Посольство України  в державі Катар і відповідно до цього Посольство держави Катар в Україні.

## Парламентська діяльність
Андрій Артеменко вважає себе неоконсерватором. Він дотримується твердої позиції стосовно невідкладних змін у державі. З цієї причини, він відгукнувся на запрошення лідера Радикальної партії Олега Ляшка, і дав згоду на включення себе до списку членів партії на дострокових парламентських виборах у жовтні 2014 року.
В процесі роботи, А. Артеменко зрозумів, що Україні потрібна ідеологічна партія. Він досить довго вивчав ефективність та досвід роботи різних політичних систем, беручи за приклад діяльність політичних організацій, таких як Республіканська партія США та Консервативна партія Великої Британії. Разом з іншими однодумцями дотримуючись своїх переконань, він створив політичну партію "Солідарність правих сил" у листопаді 2014 року. Партія "Солідарність правих сил" поставила собі за мету брати участь у всіх майбутніх виборах: місцевих, парламентських та президентських.
У своїй парламентській діяльності Андрій Артеменко висловлював прозахідну позицію. Він займав посаду заступника голови Комітету Верховної Ради з питань європейської інтеграції, був членом підкомітетів з питань співробітництва України та НАТО та спільної політики безпеки та оборони ЄС. Крім того, він був членом підкомітету з питань економічного та галузевого співробітництва та зони вільної торгівлі між Україною та ЄС. Андрій Артеменко активно дотримується своєї особистої точки зору щодо позаблокового статусу України, з підтриманням добросусідських, дружніх та взаємовигідних відносин співпраці із сусідніми країнами. Він також не є прихильником приєднання України до будь-якої наддержавної структури, союзу чи організації.
Андрій Артеменко також  очолював Міжпарламентську групу дружби з Катаром, до складу якої входило 23 депутати. Крім того, він є співголовою Парламентської групи дружби зі Словенією.
25 грудня 2014 року в парламенті було оголошено про створення міжфракційної депутатської групи "Солідарність правих сил". Андрій Артеменко не тільки ініціював створення партії і врешті очолив її. Члени парламенту працювали разом над створенням законопроєктів, спрямованих на вирішення проблем середнього класу в Україні. Зокрема, створення сприятливого правового середовища для бізнесу, захисту приватної власності та справедливого судового розгляду.
Андрій Артеменко написав 37 законопроєктів, з яких 17 були успішно прийняті, такі як: № 1601 "Про внесення змін до адміністративно-територіального устрою Луганської області, зміни та встановлення меж Попаснянського та Слов'яносербського районів Луганської області" [Архівовано 24 жовтня 2020 у Wayback Machine.], № 1310 "Про внесення змін до статті 41 Закону України" Про акціонерні товариства "(стосовно до кворуму загальних зборів акціонерних товариств з більшістю державних корпоративних прав) № 1736 р. "Про звернення Верховної Ради України до Європейського парламенту, парламенту Ради Європи та національних парламентів країн-членів ЄС, США, Канади, Японії та Австралії з питання [Архівовано 24 квітня 2021 у Wayback Machine.] масового розстрілу людей біля Волновахи», Постанова № 2066 « Про проведення парламентських слухань під назвою: «Перспективи запровадження Європейським Союзом безвізового режиму для громадян України» (21–22 травня 2015 р.).
Один із найпопулярніших законопроєктів, ініційований Андрієм Артеменком, стосувався легалізації подвійного громадянства № 6139 [Архівовано 26 жовтня 2020 у Wayback Machine.] - який наразі користується підтримкою президента України Володимира Зеленського.
Під час свого перебування на посаді депутата парламенту, Артеменко неодноразово критикував уряд Порошенка, висвітлюючи факти внутрішньої та міжнародної корупції.
З 2015 року Андрій Артеменко співпрацював зі слідчими органами США у запитах, пов'язаних із буцімто незаконним привласненням фінансової допомоги США Україні тодішнім президентом Петром Порошенко.

## Підтримка Трампа
У 2016 році, Андрій Артеменко був єдиним українським політиком, який відкрито підтримував кандидата в президенти Дональда Трампа і вимагав, щоб українська політика була налаштована на врахування програми Трампа в той час, коли офіційна Україна публічно підтримала кандидата від Демократичної партії Хілларі Клінтон. В результаті цих дій, Артеменко піддався політичним переслідуванням з боку режима Порошенка, і в  порушення Конституції та законів України, був позбавлений громадянства України [Архівовано 2 грудня 2021 у Wayback Machine.], депутатський мандату і був змушений виїхати з країни разом з сім’єю.
Андрій Артеменко оскаржував це рішення в українських судах, але, враховуючи їх упередженість і лояльність до тогочасного президента Петра Порошенка, рішення було залишено в силі, що дало йому право у 2017 році звернутися до Європейського суду з прав людини, де воно досі розглядається.  
11 серпня 2020 року Центральне управління Державного бюро розслідувань України розпочало досудове розслідування кримінального правопорушення, передбаченого частиною 2 статті 367 Кримінального кодексу України, зі змінами, внесеними у 2001 році, стосовно факту неналежного виконання службових обов'язків посадовими особами Державної міграційної служби України, членами Комісії з питань громадянства при Президенті України та іншими високопосадовцями - під час підготовки та затвердження документів про припинення громадянства України Андрія Артеменка.
18 серпня 2020р. до Окружного адміністративного суду міста Києва надійшов позов Андрія Артеменка до Комісії при Президентові України з питань громадянства, треті особи – Президент України та Державна міграційна служба України. Позивач просить суд визнати незаконними дії Комісії щодо внесення на розгляд Президента України пропозиції задовольнити подання Державної міграційної служби України від 21 квітня 2017 року про припинення ним громадянства України.
Одночасно “ліберально-демократична” преса в США (газета The New York Times) розмістила провокаційну статтю про те, що Артеменко начебто був таємним зв’язком між Путіним та Трампом. Як наслідок,  Артеменко був допитаний Генеральною прокуратурою України і став частиною розслідування Мюллера в США. У червні 2018 року  Андрій Артеменко надавав свідчення під присягою перед великим журі Верховного суду у Вашингтоні.  
У результаті цих розслідувань проти Андрія Артеменка не було висунуто жодних звинувачень, що підтверджує політично мотивоване переслідування режимом Порошенка та упереджені напади ліберально-демократичних ЗМІ США.
Під час виборів Президента України 2019 року Андрій Артеменко підтримав кандидатуру Володимира Зеленського.
Після офіційної заяви Зеленського про роботу над впровадженням подвійного громадянства в Україні та повернення громадянства України Михайлу Саакашвілі (його також було незаконно позбавлено  у 2017 році указом колишнього президента України Петра Порошенка), Андрій Артеменко звернувся до Володимира Зеленського з проханням відновити його конституційні права та повернути громадянство України, скасувавши указ № 119/2017 щодо припинення громадянства.

## Поточна діяльність
Андрій Артеменко наразі є співвласником та виконавчим головою Airtrans LLC, що входить до складу Frontier Resource Group. З початку пандемії компанія Airtrans забезпечила низку рейсів по маршруту Південно-Східна Азія - США, з метою оперативної доставки засобів індивідуального захисту. Сотні тон медичних засобів були завезені до США в період їх гострої необхідності.
Також в ролі співвласника і президента компанії  American Industrial Group Inc. Артеменко активно розвиває виробництво засобів індивідуального захисту в США.
З січня 2019 року Артеменко є виконавчим головою  Корпорації Global Management Association, яка зареєстрована в реєстрі лобістів, згідно з даними Міністерства юстиції США, відповідно до закону FARA.
Його компанія AlphaNet Technologies, Inc., в якій він є власником і президентом, відома як засновник міжнародного успішного освітнього онлайн-проєкту Eduboard.com, а зараз у співпраці з ZAKA , працює над реалізацією проєкту NewNorm  - “паспорту імунітету від COVID-19” (заснованого на блокчейні ).

## Сімейне та особисте життя
Батьки: Віктор Артеменко та Ольга Артеменко — викладачі.
Андрій Артеменко одружений з відомою українською моделлю Оксаною Кучмою. В нього четверо дітей та один онук.
У 2017 році він юридично змінив ім'я на Енді Кучма (Кучма - прізвище його дружини).
Андрій Артеменко постійно живе у Вашингтоні з дружиною та дітьми.